# Biharkeresztesi járás
A Biharkeresztesi járás Bihar vármegye, majd Hajdú-Bihar megye egyik járása volt az 1970-es megszüntetése előtt. Népessége 1910-ben  31 551 fő volt.

## Települései 1913-ban
- Ártánd
- Bedő
- Berekböszörmény
- Biharkeresztes
- Biharszentjános
- Bojt
- Bors
- Kisszántó
- Komádi
- Körösszakál
- Körösszegapáti
- Magyarhomorog
- Mezőpeterd
- Mezősas
- Nagykereki
- Nagyszántó
- Told

## Története
A Biharkeresztesi járás 1970-ig létezett, és székhelye az állandó járási székhelyek kijelölése (1886) óta végig Biharkeresztes volt. Az 1950-es megyerendezés előtt Bihar vármegyéhez tartozott. A Trianoni békeszerződés a járás települései közül Biharszentjános, Bors, Kisszántó és Nagyszántó falvakat Romániának ítélte. Ez a négy település a második világháború alatt újra magyar fennhatóság alatt volt, de nem ehhez a járáshoz, hanem a Nagyváradi járáshoz került Nagykerekivel együtt.